# Lee Maracle
Bobbi Lee Maracle OC (nascida Marguerite Aline Carter; North Vancouver, 2 de julho de 1950 – Surrey, 11 de novembro de 2021) foi uma escritora indígena canadense e acadêmica da nação Stó꞉lō. Nascida em North Vancouver, Colúmbia Britânica, ela deixou a educação formal após a 8ª série para viajar pela América do Norte, frequentando a Universidade de Simon Fraser em seu retorno ao Canadá. Seu primeiro livro, uma autobiografia chamada Bobbi Lee: Indian Rebel, foi publicado em 1975. Ela escreveu ficção, não-ficção e crítica e ocupou vários cargos acadêmicos. O trabalho de Maracle enfocou a vida dos povos indígenas, principalmente mulheres, na América do Norte contemporânea. Como escritor e palestrante influente, Maracle luta pelos oprimidos pelo sexismo, racismo e exploração capitalista.

## Primeiros anos e educação
Neta do chefe Tsleil-Waututh, Dan George, Marguerite Aline Carter nasceu em 2 de julho de 1950, em North Vancouver, na Colúmbia Britânica. "Lee" era um apelido para "Aline". Ela cresceu em North Vancouver, criada principalmente por sua mãe, Jean (Croutze) Carter.
Maracle abandonou a escola após a 8.ª série  e foi da Califórnia, onde fez vários trabalhos que incluíam produzir filmes e fazer comédia stand-up, para Toronto. Depois de retornar ao Canadá, ela frequentou a Universidade de Simon Fraser. Na década de 1970, ela se envolveu com o movimento Red Power em Vancouver.

## Atuação como escritora
A escrita de Maracle explora a experiência de mulheres indígenas, criticando o patriarcado e a supremacia branca. Seu primeiro livro foi uma autobiografia: Bobbi Lee: Indian Rebel, publicado em 1975. O livro começou como uma tarefa em um curso sobre como escrever histórias de vida. O crítico Harmut Lutz descreve Indian Rebel como "uma celebração da sobrevivência nativa", comparando-o com as obras de Maria Campbell e Howard Adams. Indian Rebel foi "uma das primeiras obras indígenas publicadas no Canadá".
I Am Woman (1988) aplica a teoria feminista à situação das mulheres indígenas, descrevendo a vitimização sexual das mulheres nas mãos de homens indígenas e brancos, enquanto reflete sobre sua própria luta pela libertação. Sojourner's Truth (1990), uma coleção de contos, descreve a vida cotidiana dos povos indígenas lidando com uma "cultura eurocêntrica". Seu livro de poesia, Hope Matters, foi escrito em conjunto com suas filhas Columpa Bobb e Tania Carter, e foi publicado em 2019.

## Atividades acadêmicas
Maracle foi uma das fundadoras da En'owkin International School of Writing em Penticton, na Colúmbia Britânica. Ela foi diretora cultural do Centre for Indigenous Theatre em Toronto, província de Ontário, de 1998 a 2000.
Maracle deu aulas na Universidade de Toronto, Universidade de Waterloo e na Universidade Southern Oregon, e foi professora de cultura canadense na Universidade Western Washington. Ela morava em Toronto, lecionando na residente na Universidade de Guelph.

## Vida pessoal
Maracle pertencia à nação Stó꞉lō e tinha ascendência Salish e Cree. Ela foi descrita como Métis. Ela foi casada com Raymond Bobb e mais tarde com Aiyyana Maracle. Ela e Raymond tiveram duas filhas, incluindo Columpa Bobb, e um filho, o ator Sid Bobb.
Ela morreu em 11 de novembro de 2021, no Surrey Memorial Hospital em Surrey, na Colúmbia Britânica.

## Prêmios e honrarias
Maracle foi nomeada oficial da Ordem do Canadá em 2018. Em 2017, Maracle foi agraciada com o Bonham Center Award do Mark S. Bonham Center for Sexual Diversity Studies, da Universidade de Toronto, por suas contribuições para o avanço e a educação de questões relacionadas à identidade sexual. Ela deu a palestra Margaret Laurence de 2021 sobre "A Writing Life". Em 2020, foi nomeada finalista do Prêmio Internacional Neustadt por "Celia's Song".

## Obras publicadas

### Ficção
- 1990: Sojourner's Truth and Other Stories (em inglês)[14]
- 1992: Sundogs (em inglês)[15]
- 1993: Ravensong – Press Gang Publishers (em inglês)[16]
- 2002: Daughters Are Forever (em inglês)[17]
- 2002: Will's Garden (em inglês)[9]
- 2010: First Wives Club: Coast Salish Style – Editora Theytus Books (em inglês)[18]
- 2014: Celia's Song (em inglês). [S.l.]: Cormorant Books. ISBN 978-1-77086-416-0.[16]

### Não-ficção
- 1975: Bobbi Lee: Indian Rebel (em inglês), reeditado em 1990;[5]
- 1988: I Am Woman: A Native Perspective on Sociology and Feminism (em inglês). Press Gang Publishers, 1996;[5]
- 1990: Oratory: Coming to Theory (em inglês)[19]
- 2015: Memory Serves: Oratories (em inglês) ISBN 9781926455440
- 2017: My Conversations with Canadians (em inglês)[20]

### Poesia
- 2000: Bent Box (em inglês)[9]
- 2015: Talking to the Diaspora (em inglês) ISBN 9781894037655 (com Columpa Bobb e Tania Carter)[21]

### Colaborações
- 2000: My Home as I Remember (em inglês)[9]
- 1993: We Get Our Living Like Milk from the Land (em inglês)[9]
- 1990: Telling It: Women and Language Across Cultures (em inglês). Com Betsy Warland, Sky Lee e Daphne Marlatt. Press Gang Publishers[5]